# Comenius-Universität Bratislava

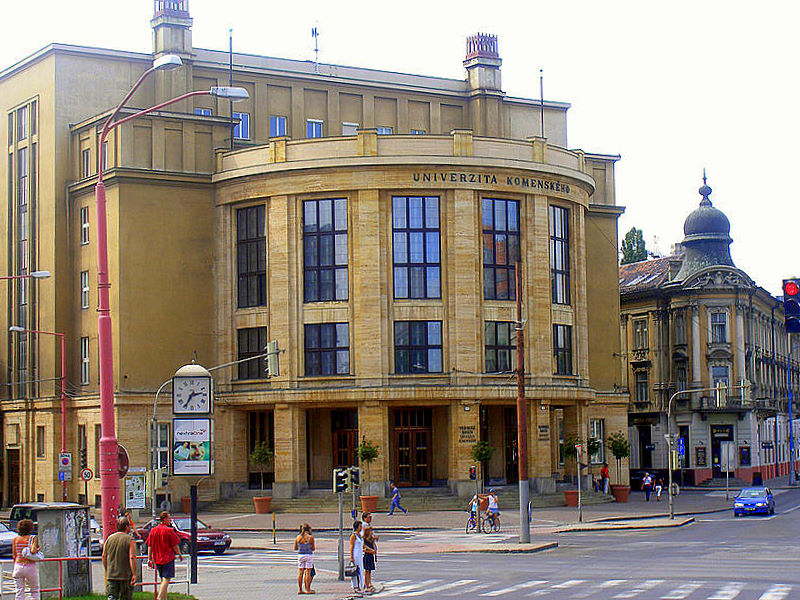
Gebäude der Comenius-Universität

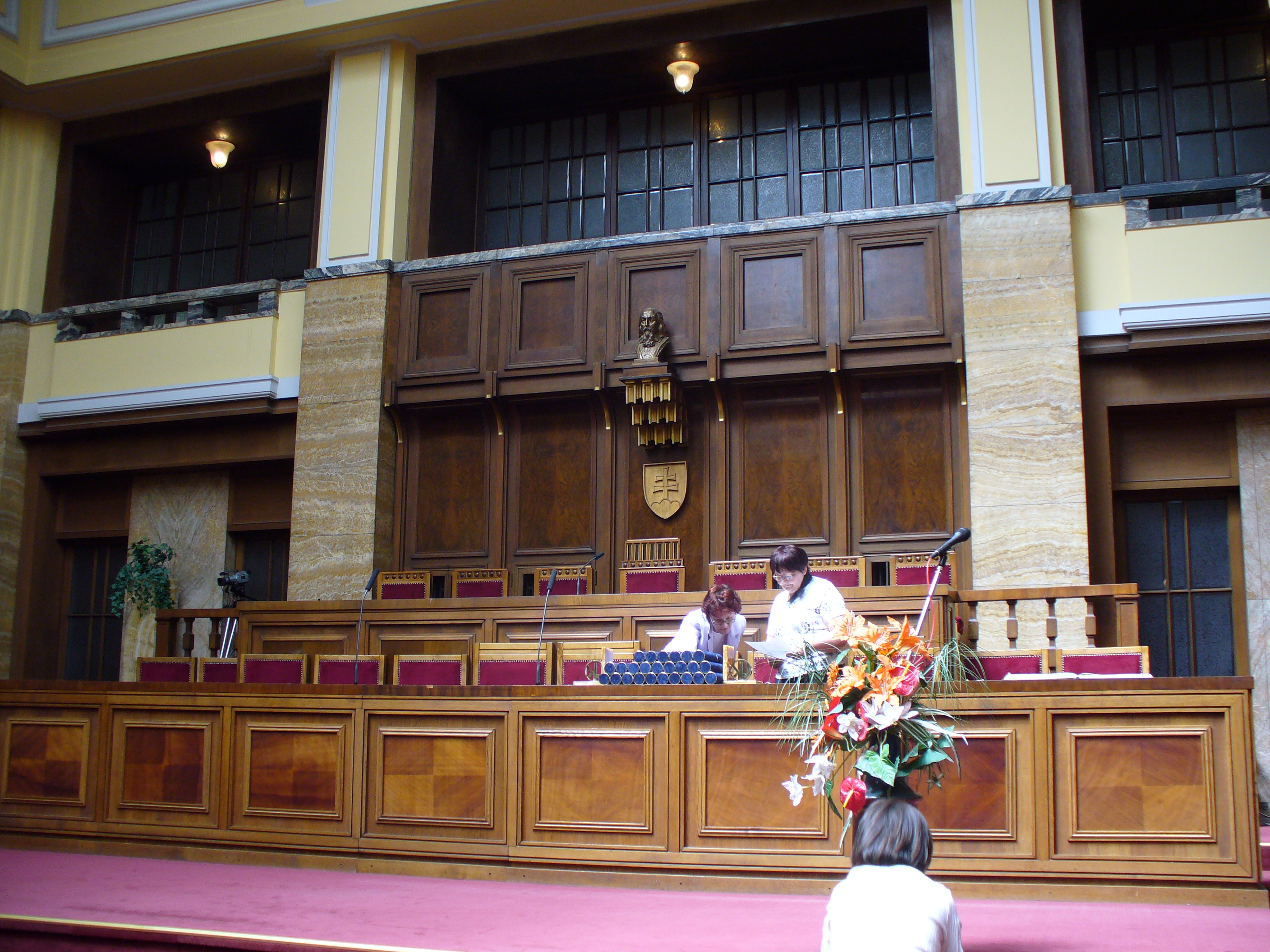
Die Aula der Comenius-Universität

Die Comenius-Universität in Bratislava, slowakisch Univerzita Komenského v Bratislave, ist eine Universität in Bratislava in der Slowakei. Sie ist nicht nur die älteste slowakischsprachige Universität, sondern mit ungefähr 20.000 Studenten auch die größte des Landes.

## Geschichte
Als historischer Vorläufer der heutigen Hochschule gilt die Universitas Istropolitana in Bratislava, gegründet 1465 von Matthias Corvinus. Für das 20. Jahrhundert ist zudem die 1912 gegründete Königlich-Ungarische Elisabeth-Universität (ungarisch: Pozsonyi Magyar Királyi Erzsébet Tudomány Egyetem) zu nennen.
Die Comenius-Universität wurde mit Beschluss des tschechoslowakischen Parlaments am 27. Juni 1919 als ‚Tschechoslowakische staatliche Universität in Bratislava‘ (slowakisch: Československá štátna univerzita) gegründet. Im November 1919 wurde Johann Amos Comenius als Namenspatron bestimmt.
Gleichzeitig wurde die noch im Aufbau befindliche ungarische Elisabeth-Universität geschlossen, wobei der ungarischen juristischen Fakultät eine zunächst dreijährige und später auf zwei Jahre verkürzte Übergangsfrist gewährt wurde.
Die Comenius-Universität nahm im akademischen Jahr 1919/20 den Lehrbetrieb auf, allerdings vorerst nur mit einer, der medizinischen Fakultät. Als erster Rektor amtierte der tschechische Pathologe und Internist Kristián Hynek. Zu Beginn des Studienjahres 1921/22 wurden dann auch die juristische und die philosophische Fakultät eröffnet.
Die Professoren der Universität stammten anfangs fast ausschließlich aus dem tschechischen Landesteil, die Vorlesungen fanden in tschechischer und slowakischer Sprache statt. Die Frage der nationalen Ausrichtung der Universität wurde in den 1920er Jahren zu einem Streitpunkt zwischen der tschechoslowakischen Regierung und der Slowakischen Volkspartei.
Nach dem Münchner Abkommen im Herbst 1938 wurde die Comenius-Universität dem Bildungsministerium der autonomen Slowakei unterstellt. Die Mehrzahl der tschechischen Professoren wurde entlassen. Die Hochschule erhielt nun die Bezeichnung ‚Slowakische Universität‘. Nach der Gründung der Ersten Slowakischen Republik übernahm im Januar 1940 Ministerpräsident Vojtech Tuka das Rektorenamt. Im selben Jahr wurde die bereits seit 1919 geplante Naturwissenschaftliche Fakultät eröffnet.
Mit der Wiedererrichtung der Tschechoslowakei 1945 wurde die Universität politischen Säuberungen unterzogen, Kriterium war zunächst die Haltung zum Tiso-Regime, später und verstärkt nach 1948 dann die Einstellung zur Kommunistischen Partei. 1947 eröffnete die neue pädagogische Fakultät der Hochschule, später folgten weitere Fachbereiche. Seit 1954 trägt die Hochschule wieder die Bezeichnung ‚Comenius-Universität‘.
1990 wurden die evangelische und die katholische theologische Fakultät in die Universität eingegliedert, dazu entstehen zwei neue Fakultäten für Management sowie für Sozial- und Wirtschaftswissenschaften.

## Fakultäten
Die Comenius-Universität ist in 13 Fakultäten gegliedert.
- Medizinische Fakultät
- Medizinische Jessenius-Fakultät (in Martin)
- Pharmazeutische Fakultät
- Juristische Fakultät
- Philosophische Fakultät
- Naturwissenschaftliche Fakultät
- Fakultät für Mathematik, Physik und Informatik
- Fakultät für Sportwissenschaften
- Pädagogische Fakultät
- Evangelische Theologische Fakultät
- Römisch-Katholische Theologische Kyrill-und-Methodius-Fakultät
- Fakultät für Management
- Fakultät für Sozial- und Wirtschaftswissenschaften

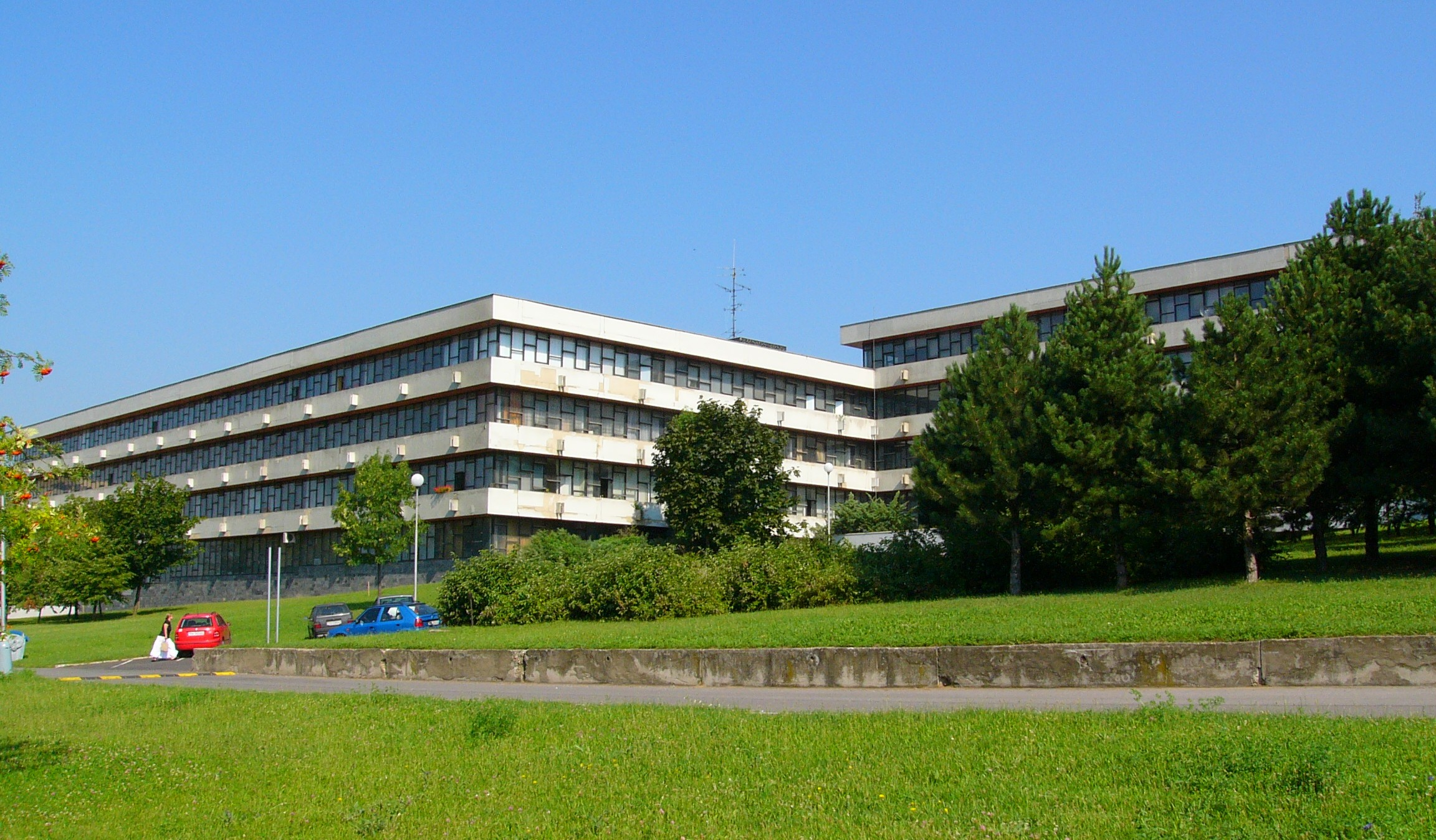
Fakultät für Mathematik, Physik und Informatik
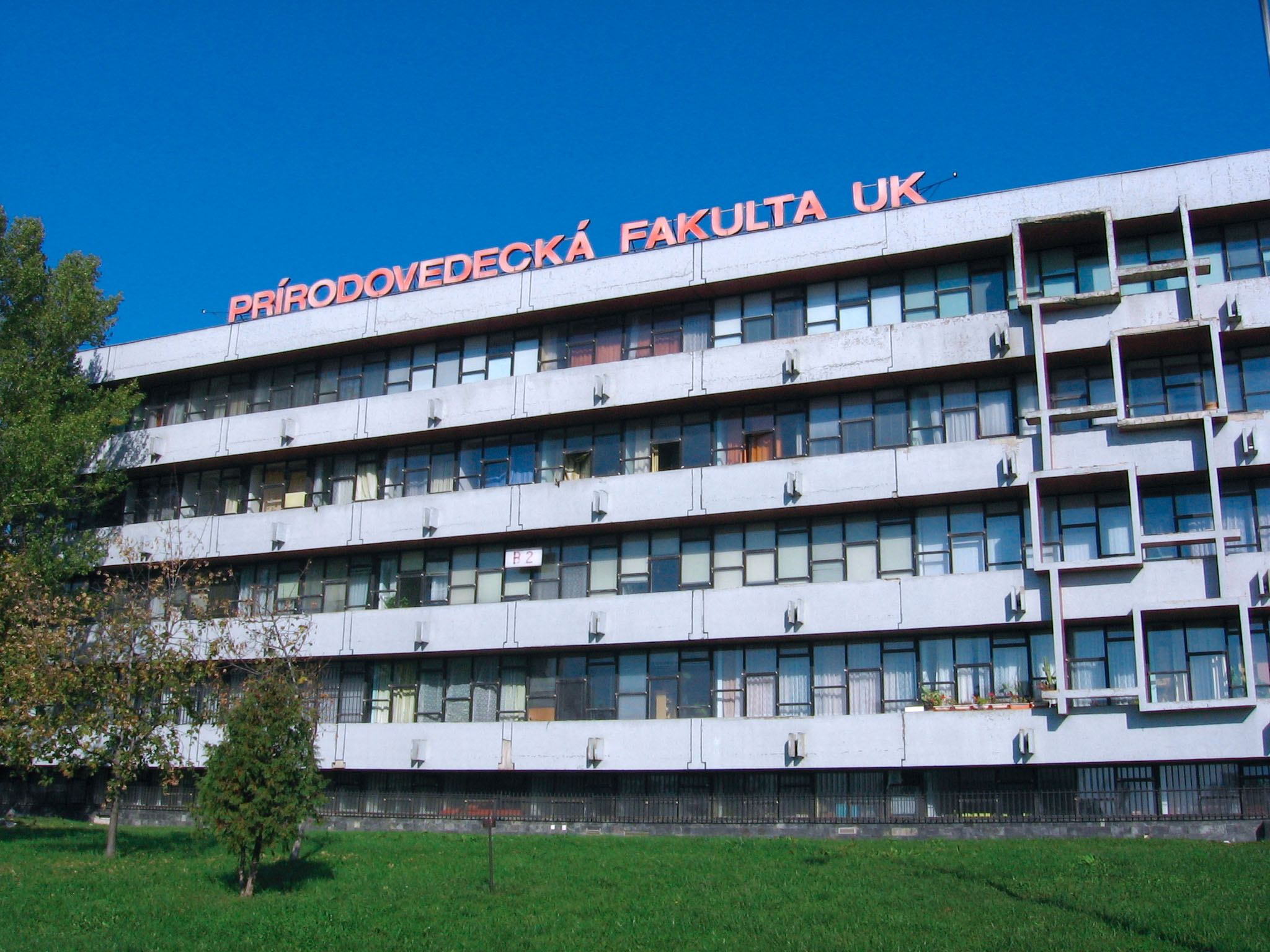
Naturwissenschaftliche Fakultät